# Chiesa di Sant'Agostino (Jesi)
La Chiesa di Sant'Agostino è un ex luogo di culto cattolico di Jesi (AN), nelle Marche.
Sorge sulla centrale Piazza Colocci, adiacente al Palazzo Colocci, di fronte al Palazzo della Signoria e poco lontana dal Palazzo del Comune.
Attualmente l'edificio è proprietà del Comune ed è in attesa di restauro e di una degna destinazione.

## Storia e descrizione

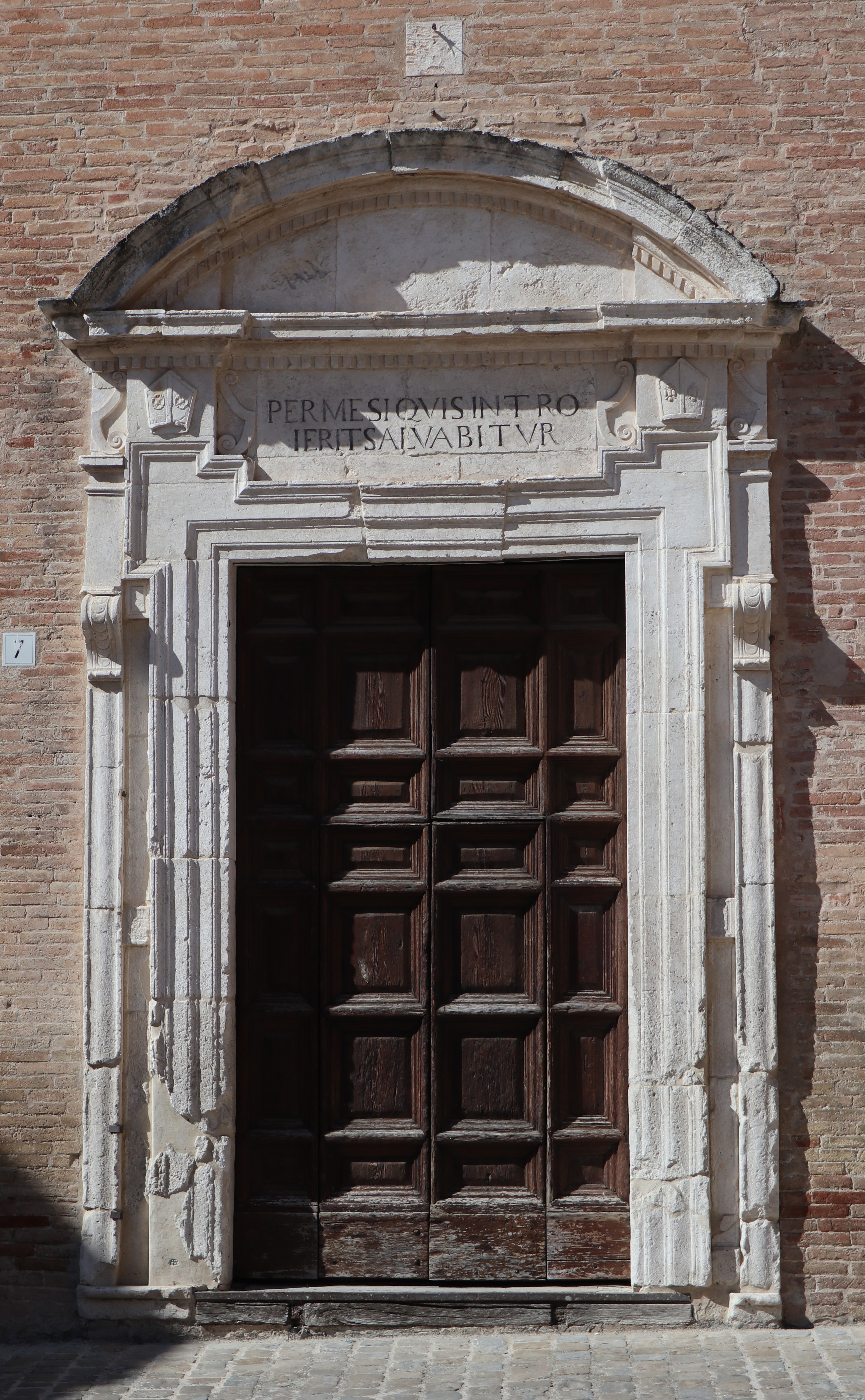
Il portale.

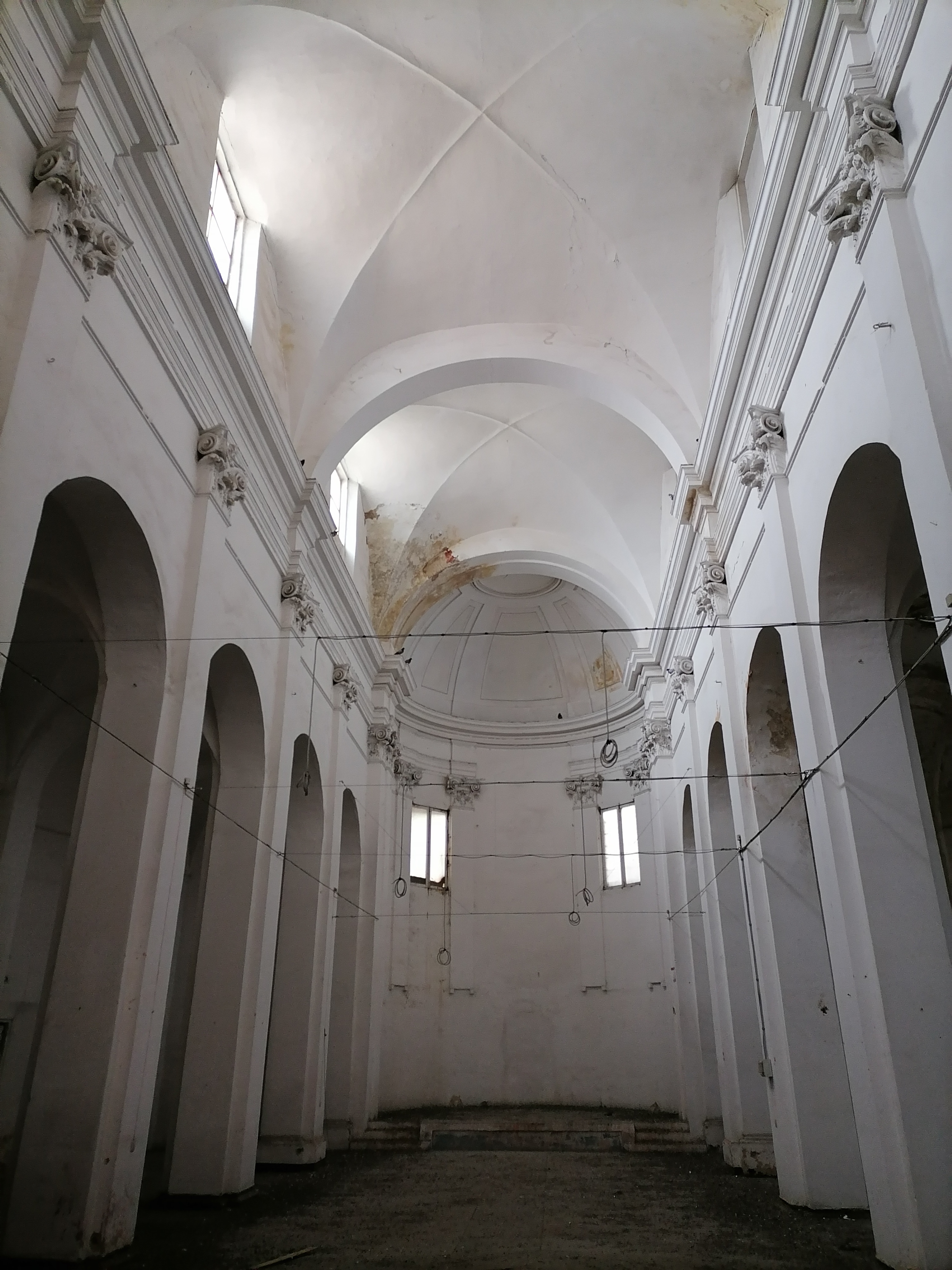
Interno della chiesa.

### Origini
Di antichissima origine, venne fondata nel XII secolo dai Benedettini e dedicata a San Luca. Il 17 agosto del 1247 il Comune di Jesi dona la chiesa e le terre circostanti agli Agostiniani, come riportato dal Bullarium (c. 58, n. 62) dell’anno V del pontificato di Innocenzo IV: «Pro aedificatione ecclesiae Brictinorum in civitate Jesi». Gli Agostiniani erano già presenti in città in un convento fuori le mura, verso l'odierna San Pietro martire. Nel XIII secolo, dunque, la chiesa venne riedificata e si presentava come un edificio gotico a pianta basilicale, diviso in tre navate con cappelle laterali.

### Epoca d'oro
Intorno al 1470 si diffuse nella Marca d'Ancona una grave pestilenza che decimò la popolazione, tanto che nel 1471 la città di Jesi emanò un bando per invitare le genti provenienti dall'Emilia e dalla Lombardia a ripopolare la zona assegnando loro terre e proprietà. Così, dal 1472 la chiesa accolse la comunità lombarda, assegnandogli una cappella: "Cappella Lombardorum".
Tra la fine del XV e gli inizi del XVI secolo, il complesso monastico acquisì grande importanza; data anche dalla centralissima posizione, non lontano dal Comune, di fronte il Palazzo del Governatore e la residenza dei Colocci. L'apice lo raggiunse nel corso del Cinquecento quando venne patrocinata dalla potente, nobile famiglia dei Colocci, residenti nel palazzo attiguo, e in particolare con il grande umanista e archeologo jesino monsignor Angelo Colocci, che ne fece la propria chiesa gentilizia. Si intraprese la trasformazione della chiesa, ristrutturata su modelli rinascimentali di ispirazione fiorentina. In questo periodo il tempio fu anche arricchito di numerose opere d’arte: sculture, quadri ed affreschi eseguiti dai maggiori artisti marchigiani dell’epoca, fra i quali Pietro Paolo Agabiti, Filippo Bellini, Domenico Indivini, Pieramore di Bartolomeo Pierleoni, Claudio Ridolfi e Andrea da Jesi, oggi in gran parte dispersi.
Nel 1543 si eresse un nuovo campanile su disegno del Maestro Albertino da Cremona, proseguito e completato da Maestro Guido di Giovanni da Bellinzona e da Antonio di Silvestro da Castiglione d'Adda. Di base quadrata, sopra la cella campanaria, era dotato di un coronamento a tamburo ottagonale cuspidato e sovrastato da una sfera di bronzo e croce. Tre anni dopo vi veniva posta una campana in bronzo decorata, ora nel Museo civico.
La pianta finale, oggi conservata, è a tre navate con volte a crociera modulari e sedici cappellette absidate, conclusa da un’abside emicicla. Il complesso era articolato su un intero isolato urbano, su due chiostri separati dal corpo ecclesiale da un passaggio voltato che collega ancora le due piazze.
Nel 1600 la chiesa fu intitolata a Sant'Agostino e si pose mano alla facciata, terminata nel 1639. Appare divisa longitudinalmente in tre parti da lesene ioniche, a ricalcare la divisione interna a tre navate, e orizzontalmente in due livelli da un cornicione; è coronata da un frontone ad arco e da volute di raccordo. Riflette schemi compositivi tardomanieristi, fra i quali spiccano i soli finestroni a fastigio curvo e spezzato, che vennero ripresi poco più tardi nelle coeve finestre del palazzo Guglielmi, sul lato nord-occidentale della piazza.

### Decadenza
Il complesso venne ristrutturato in stile neoclassico nel 1830 su progetto dell’architetto comunale Giovanni Grilli. Nel 1867, con la cacciata degli Agostiniani, la chiesa venne chiusa al culto e il suo patrimonio artistico andò perso, in parte venduto e in parte distrutto. Riaperto provvisoriamente nel 1873 con cinque religiosi residenti, per poi essere definitivamente abbandonato alla fine del XIX secolo per mancanza di vocazioni.
Nel 1878-80, per decisione del Consiglio comunale e contro la volontà dei cittadini, il campanile fu demolito. La chiesa, dissacrata, fu adibita a caserma, poi, ceduta ai privati, fu
deposito di bozzoli, negozio di ferramenta, sala da ballo e negozio di esposizione. Nel 1943 la campana venne requisita dai militari tedeschi in ritirata e avviata verso la
Germania per essere fusa; venne salvata a Paderno Dugnano dallo jesino Adolfo Barboni e restituita al museo civico jesino .
La chiesa, attualmente di proprietà comunale, attende oggi un accurato restauro che ne rimetta in luce i probabili affreschi scialbati e lo restituisca a più consoni usi pubblici.